# Coupe d'Europe des nations de rugby à XIII 1935
Navigation
Édition suivante
La Coupe d'Europe des nations de rugby à XIII 1935 est la première édition de la Coupe d'Europe des nations de rugby à XIII, elle se déroule entre janvier et avril 1935, et oppose l'Angleterre, la France et le Pays de Galles.

## Les équipes

### France
| Nom                 | Âge | Matchs (Ptsmarqués) pendant l'édition | Club               |
| ------------------- | --- | ------------------------------------- | ------------------ |
| Antonin Barbazanges | 27  | 0 (0)                                 | Lyon               |
| Aimé Bardes         | 20  | 1 (0)                                 | XIII Catalan       |
| Louis Brané         | 23  | 1 (0)                                 | Paris              |
| Joseph Carrère      | 30  | 1 (0)                                 | Roanne             |
| Georges Caussarieu  | 28  | 1 (0)                                 | Paris              |
| Robert Chabannes    | 28  | 1 (0)                                 | Bordeaux           |
| Roger Claudel       | 23  | 2 (0)                                 | Paris              |
| André Cussac        | 25  | 1 (0)                                 | Côte basque        |
| Jean Duhau          | 28  | 2 (3)                                 | Roanne             |
| Jean Galia          | 29  | 2 (3)                                 | Villeneuve-sur-Lot |
| Pierre Germineau    | 26  | 1 (4)                                 | Paris              |
| Marius Guiral       | 30  | 2 (4)                                 | Villeneuve-sur-Lot |
| Roger Lanta         | 26  | 1 (0)                                 | Pau                |
| François Noguères   | 22  | 2 (0)                                 | XIII Catalan       |
| Maurice Porra       | 28  | 2 (0)                                 | Villeneuve-sur-Lot |
| Max Rousié          | 22  | 2 (10)                                | Villeneuve-sur-Lot |
| André Rousse        | 23  | 1 (0)                                 | Pau                |
| Robert Samatan      | 25  | 2 (9)                                 | Lyon               |

## Classement
| Groupe |                |   |   |   |   |    |    |     |
|        | Équipe         | J | V | N | D | PP | PC | Pts |
| 1      | Angleterre     | 2 | 1 | 1 | 0 | 39 | 26 | 3   |
| 2      | France         | 2 | 1 | 1 | 0 | 33 | 26 | 3   |
| 3      | Pays de Galles | 3 | 0 | 0 | 2 | 22 | 42 | 0   |

| 1 janvier | France     | 18 - 11 | Pays de Galles | Parc Lescure, Bordeaux |
| 28 mars   | France     | 15 - 15 | Angleterre     | Stade Buffalo, Paris   |
| 10 avril  | Angleterre | 24 - 11 | Pays de Galles | Anfield, Liverpool     |

### France - Pays de Galles
(mt : 10 - 9)
Points marqués :
- France : 4 essais de Samatan (2), Duhau, Rousié ; 3 buts de Germineau (2), Guiral
- Pays de Galles : 1 essai de Morley ; 4 buts de Sullivan (4)

Évolution du score :
Arbitre :  F. Fairhurst
Spectateurs : 15 000
- France : Marius Guiral - Robert Samatan, François Noguères, Georges Caussarieu, André Cussac - Max Rousié (o), Pierre Germineau (m) - Jean Duhau, Maurice Porra, Robert Chabannes, Jean Galia (c), Roger Claudel, André Rousse - Entraîneur : Jean Galia
- Pays de Galles : Jim Sullivan (c) - Jack Morley, Gus Risman, Gwyn Parker, Jack Williams - George Bennett, Dai Davies - Gomer Hughes, Mal Meek, Lew Rees, Norman Fender, Hal Jones, Ossie Griffiths - Entraîneur : Fred Talbot

Pour déterminer la composition de l'équipe de France, un match test est organisé le 23 décembre 1934 à Perpignan. Les joueurs non retenus pour disputer cette rencontre contre le pays de Galles sont Georges Blanc (Bayonne), Roger Lanta (Pau), Antonin Barbazanges, Laurent Lambert, Charles Mathon (Lyon), Jean Cassagneau, Louis Brané (Paris), Pouy, Joseph Carrère, Charles Petit, Jean Rolland (Roanne XV), Aimé Bardes, Forma (XIII Catalan), Raoul Bonamy (Bordeaux), et comme remplaçants Gaston Amila (Lyon), Baptiste Carbo (Béziers), Bonnin, Marcel Villafranca (Bordeaux), Jean-Marie Vignals et Galliay (Albi).

### France - Angleterre
(mt : 10 - 2)
Points marqués :
- France : 3 essais de Galia, Rousié, Samatan ; 3 buts de Rousié (2), Guiral
- Angleterre : 3 essais de Smith (2), Todd ; 3 buts de Brough (3)

Évolution du score :
Arbitre :  B. Loughlin
Spectateurs : 18 000
- France : Marius Guiral - Aimé Bardes, François Noguères, Max Rousié, Robert Samatan - Roger Lanta (o), Joseph Carrère (m) - Jean Duhau, Maurice Porra, Jean Galia (c), André Rousse, Roger Claudel, Louis Brané - Entraîneur : Jean Galia
- Angleterre : Jim Brough - Alf Ellaby (c), Norman Foster, Stan Brogden, Barney Hudson - George Todd, Tommy McCue - Patrick Dalton, Len Smith, Martin Hodgson, Bert Cambridge, Tom Armitt, Harry Woods - Entraîneur :